# Wowierany II
Wowierany II – dawna wieś. Obecnie część Gudogajów na Białorusi, w obwodzie grodzieńskim, w rejonie ostrowieckim, w sielsowiecie Gudogaje, przy linii kolejowej Mołodeczno – Gudogaje.

## Nazwa
Słownik geograficzny Królestwa Polskiego z końcówki XIX w. jako główną nazwę miejscowości podaje Ostrowiec i jako alternatywne Wowierany i Wiewiorany. Wykaz miejscowości Rzeczypospolitej Polskiej z 1938 wymienia dwie wsie Wowierany I (współczesna wieś Wowierany) i Wowierany II (obecnie część Gudogajów). Jako nazwy historyczne Wykaz podaje Wawierany i Wewierany dla obu miejscowości oraz Bogorodzka dla Wowieran II.

## Historia
W czasach zaborów wieś Bogorodzka w gminie Polany, w powiecie oszmiańskim, w guberni wileńskiej Imperium Rosyjskiego. W 1905 roku liczyła 75 mieszkańców, 130 dziesięcin.
Po I wojnie światowej pod administracją polską, w Zarządzie Cywilnym Ziem Wschodnich. W latach 1920–1922 w składzie Litwy Środkowej.
Od 11 kwietnia 1922 Wowierany II leżały w Polsce, w województwie wileńskim, w powiecie oszmiańskim, w gminie Polany.
W 1931 wieś w 18 domach zamieszkiwało 80 osób.
Wierni należeli do parafii rzymskokatolickiej w Gudogajach. Miejscowość podlegała pod Sąd Grodzki w Oszmianie i Okręgowy w Wilnie; właściwy urząd pocztowy mieścił się w Gudogajach.
Po II wojnie światowej w granicach Związku Sowieckiego. Od 1991 w niepodległej Białorusi.